# 巴黎城市大学
巴黎城市大学（法語：Université Paris Cité），是成立于2019年3月20日的法国巴黎的一所公立综合性大学，由原巴黎五大、巴黎七大和巴黎地球物理研究院合并而成。

## 历史
巴黎三大、巴黎五大和巴黎七大在2017年决定于2019年一月合并成立新的巴黎大学，然而巴黎三大后来退出。2019年3月，巴黎五大、巴黎七大和巴黎地球物理研究院三个机构，以实验性机构的名义成立了新的巴黎大学。巴黎五大与巴黎七大于2020年1月解散，巴黎地球物理研究院则以大学的学院成员保留。2021年12月30号法国“巴黎大学”被巴黎第二大学起诉并且败诉，国务委员会裁定其失去“巴黎大学”这一名称，校方正在考虑新的校名。原因为：“巴黎大学”的名称可能“误导学生和其合作伙伴以及公众，该名称表明这个新机构是旧巴黎大学的唯一继承者”。2022年3月，更名为巴黎城市大学。

## 教育及研究
巴黎城市大学包括四个主要的研究方向：
- 法律、经济管理
- 文学、社会科学
- 科学技术
- 医学

## 学校管理
巴黎城市大学由一名校长、校董事会及学术委员会共同管理。校长由校董事会选出，任期四年，可连任一届。

## 排名
| 年份      | ARWU 世界/法国 | CWUR 世界/法国 | THE 世界/法国 | QS世界大学排名 世界/法国 | 《L'Étudiant》硕士 |
| --------- | -------------- | -------------- | ------------- | ------------------------ | ------------------ |
| 2020      | 65/4           | 43/5           |               |                          |                    |
| 2021-2022 | 73/4           | 42/5           | 136/4         | 275/8                    |                    |